# Liste der Inseln Albaniens
Dies ist eine Liste der Inseln Albaniens. Albanien verfügt nur über einige wenige kleine Inseln im Adriatischen Meer und im Ionischen Meer sowie über einige wenige Binneninseln.
Die größte Insel Albaniens ist Sazan, die früher auch bewohnt war.
In den flachen Küstengebieten mit Lagunen und sich verändernden Mündungsläufen gibt es immer wieder Veränderungen, so dass neue kleine Inseln entstehen, andere verschwinden oder sich die Größe von Inseln wesentlich verändert.:44, 46, 112,148, 174, 236, 283 So ist beispielsweise die Ishull i Franc Jozefit auf Luftbildern schon länger nicht mehr erkennbar.
| Name                    | Gewässer          | Ort      | Typ       | Fläche (ha) | Höhe (m) | Anzahl |
| ----------------------- | ----------------- | -------- | --------- | ----------- | -------- | ------ |
| Ishulli i Franc Jozefit | Adriatisches Meer | Velipoja | Sandbank  | 4,5:112     | 1,2:112  | 1      |
| Ishulli i Kunës         | Adriatisches Meer | Lezha    | Nehrung   | 125         |          | 1      |
| Sazan                   | Adriatisches Meer | Vlora    | Felsinsel | 570         | 342      | 1      |
| Ishulli i Zvërnecit     | Lagune von Narta  | Zvërnec  | Felsinsel | 7           | 31       | 1      |
| Ishull i Karakonjishtit | Lagune von Narta  | Zvërnec  | Felsinsel |             | 14       | 1      |
| Pasqyrave               | Ionisches Meer    | Saranda  | Felsen    |             |          | 1      |
| Ksamil-Inseln           | Ionisches Meer    | Ksamil   | Felsinsel | 9           | 15       | 4      |
| Ishull i Stillit        | Ionisches Meer    | Vrina    | Felsinsel | 0,06        |          | 1      |
| Tongo                   | Ionisches Meer    | Vrina    | Felsinsel | 0,25        | 10       | 1      |
| Ishull i Malsorit       | Buna              | Bërdica  | Sandbank  |             |          | 1      |
| Ishull i Shaqarisë      | Skutarisee        | Shiroka  | Felsen    |             |          | 1      |
| Shurdhah                | Vau-Deja-Stausee  | Rragam   | Felsinsel | 7,5         | 57       | 1      |
| Ishull i Paqës          | Koman-Stausee     | Berisha  | Felsinsel |             | 22       | 1      |
| Kukës                   | Fierza-Stausee    | Kukës    | Felsinsel |             | 10       | 1      |
| Maligrad                | Prespasee         | Pustec   | Felsinsel | 5           | 31       | 1      |

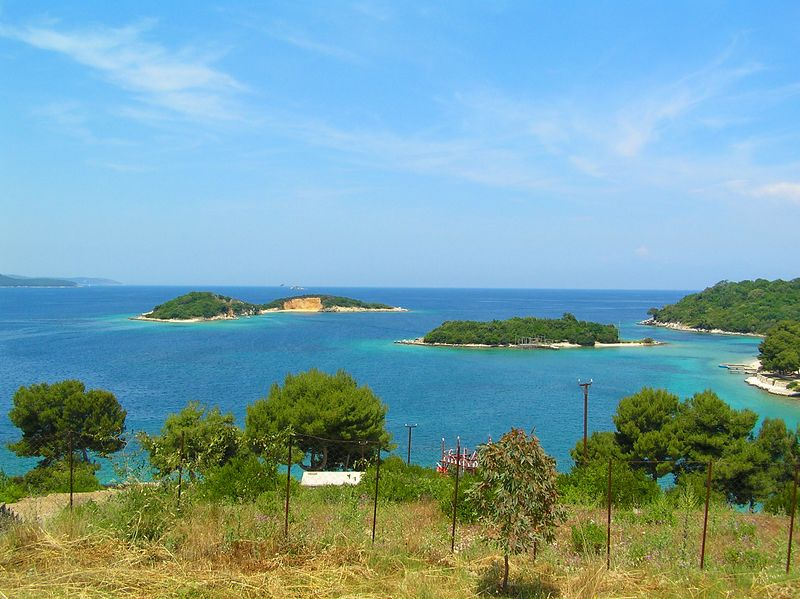
Ksamil-Inseln
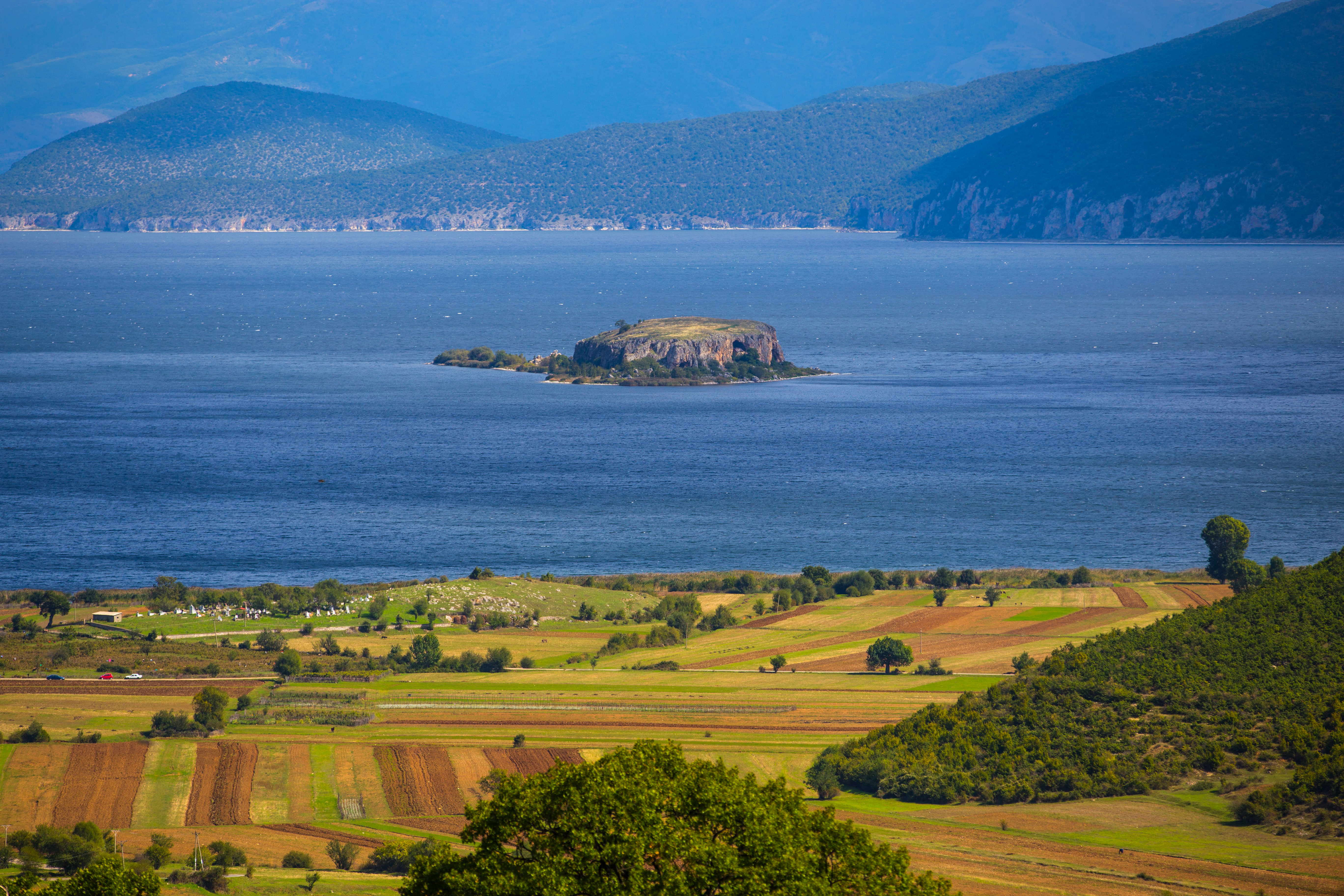
Maligrad im Prespasee
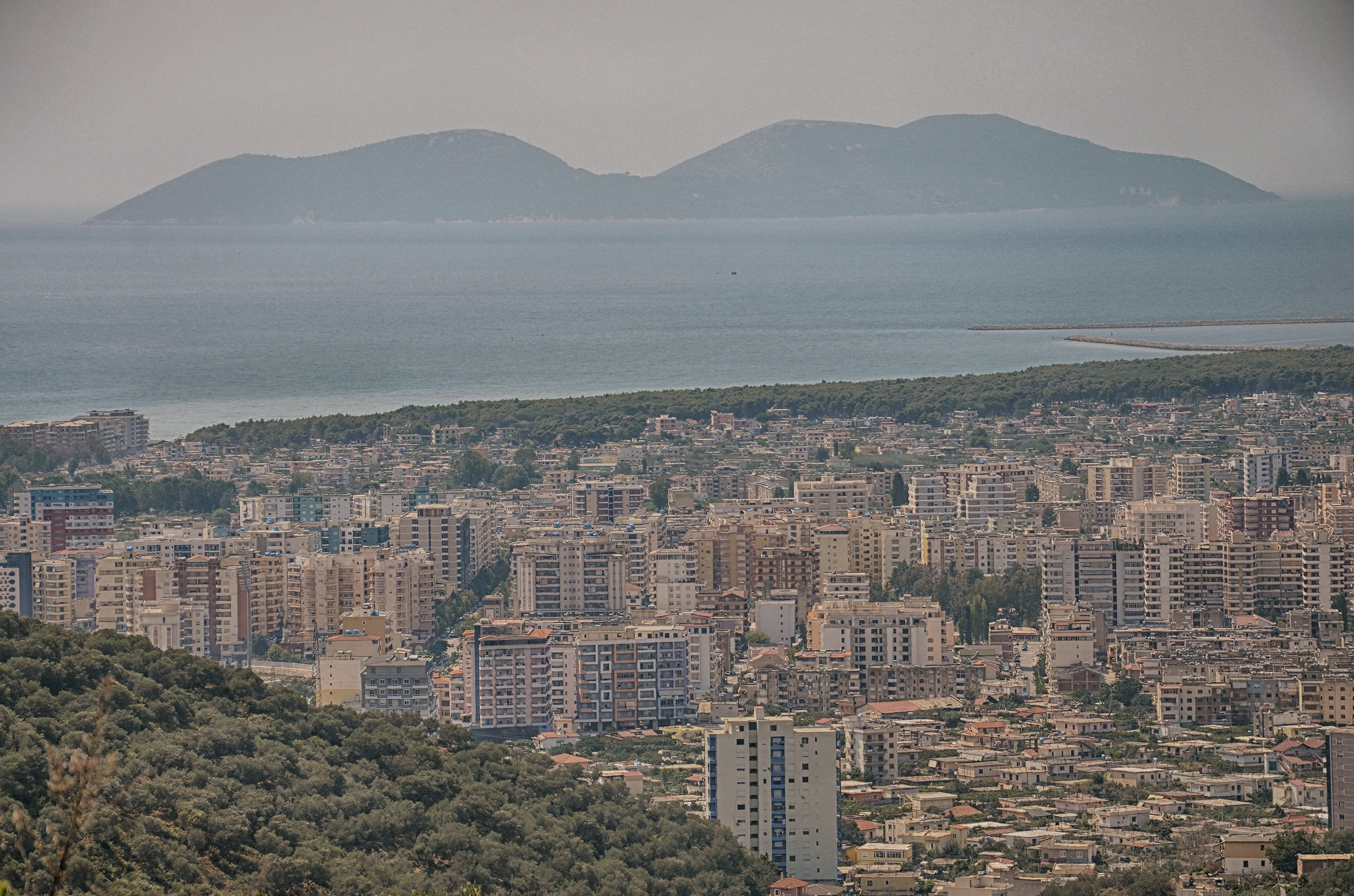
Sazan, von Vlora aus gesehen